# Europaspiele 2023/Teilnehmer (Frankreich)
| Gelbes Symbol für Goldmedaillen mit stilisierten Olympischen Ringen | Graues Symbol für Silbermedaillen mit stilisierten Olympischen Ringen | Braundes Symbol für Bronzemedaillen mit stilisierten Olympischen Ringen |
| ------------------------------------------------------------------- | --------------------------------------------------------------------- | ----------------------------------------------------------------------- |
| 17                                                                  | 19                                                                    | 26                                                                      |

Frankreich nahm mit 301 Athleten an den Europaspielen 2023 in Krakau teil.

## Medaillengewinner

### Medaillengewinner
| Name/n | Sportart           | Wettkampf                                  |
| --- | ------------------ | ------------------------------------------ |
| Gold |                    |                                            |
| Ryan Zézé | Leichtathletik     | 200 m Männer                               |
| Dany | Breaking           | Männer B-Boys                              |
| Amina Zidani | Boxen              | Federgewicht Frauen (bis 57 kg)            |
| Billal Bennama | Boxen              | Fliegengewicht Männer (bis 51 kg)          |
| Sofiane Oumiha | Boxen              | Halbweltergewicht Männer (bis 63,5 kg)     |
| Camille Pouget | Sportklettern      | Frauen Lead                                |
| Diego Fourbet | Sportklettern      | Männer Lead                                |
| Zelia Avezou | Sportklettern      | Frauen Bouldern                            |
| Thomas Lemagner | Sportklettern      | Männer Bouldern                            |
| Marjorie Delassus Camille Prigent Emma Vuitton | Kanu               | Slalom Kajak Mannschaft Frauen             |
| Marie-Florence Candassamy Alexandra Louis-Marie Auriane Mallo Coraline Vitalis                                                                            | Fechten            | Degen Mannschaft Frauen                    |
| Boladé Apithy Sébastien Patrice Maxime Pianfetti Tom Seitz                                                                                                | Fechten            | Säbel Mannschaft Männer                    |
| Manon Apithy-Brunet Sara Balzer Cécilia Berder Margaux Rifkiss                                                                                            | Fechten            | Säbel Mannschaft Frauen                    |
| Clément Bessaguet Yan Chesnel Jean Quiquampoix | Schießen           | 25 m Schnellfeuerpistole Mannschaft Männer |
| Clément Bessaguet | Schießen           | 25 m Schnellfeuerpistole Männer            |
| Anastasia Bayandina Ambre Esnault Mayssa Guermoud Claudia Janvier Romane Lunel Eve Planeix Charlotte Tremble Laura Tremble Manon Disbeaux Laura Gonzalez  | Synchronschwimmen  | Mannschaft Highlight                       |
| Félix Lebrun | Tischtennis        | Männer Einzel                              |
| Silber |                    |                                            |
| Caroline Lopez Audrey Adiceom Lisa Barbelin | Bogenschießen      | Recurvebogen Frauen Mannschaft             |
| Hilary Kpatcha | Leichtathletik     | Weitsprung Frauen                          |
| Christo Popov | Badminton          | Herreneinzel                               |
| Thom Gicquel Delphine Delrue | Badminton          | Mixeddoppel                                |
| Myriam Djekoundade Hortense Limouzin Marie Mané Anna Ngo Ndjock                                                                                           | 3×3 Basketball     | Frauen                                     |
| Anthony Jeanjean | Radsport           | BMX Park Männer                            |
| Wassila Lkhadiri | Boxen              | Halbfliegengewicht Frauen (bis 50 kg)      |
| Davina Michel | Boxen              | Mittelgewicht Frauen (bis 75 kg)           |
| Marceau Garnier | Sportklettern      | Speed Männer                               |
| Zelia Avezou | Sportklettern      | Frauen Lead                                |
| Alexis Jandard | Wasserspringen     | 1 m Kunstspringen Männer                   |
| Jules Bouyer | Wasserspringen     | 3 m Kunstspringen Männer                   |
| Alexandre Ediri Enzo Lefort Maxime Pauty Rafaël Savin | Fechten            | Florett Mannschaft Männer                  |
| Anita Blaze Morgane Patru Pauline Ranvier Ysaora Thibus                                                                                                   | Fechten            | Florett Mannschaft Frauen                  |
| Helvétia Taily | Karate             | Kata Frauen                                |
| Valentin Belaud Valentin Prades Christopher Patte | Moderner Fünfkampf | Männer Mannschaft                          |
| Camille Jedrzejewski | Schießen           | 10 m Luftpistole Frauen                    |
| Camille Jedrzejewski Mathilde Lamolle Céline Goberville                                                                                                   | Schießen           | 10 m Luftpistole Mannschaft Frauen         |
| Amélie Julian | Teqball            | Frauen Einzel                              |
| Bronze |                    |                                            |
| Dylan Rigot Jeff Erius Ryan Zézé Jimmy Vicaut | Leichtathletik     | 4 × 100 m Männer                           |
| Nawal Meniker | Leichtathletik     | Hochsprung Frauen                          |
| Thibaut Collet | Leichtathletik     | Stabhochsprung Männer                      |
| Mélina Robert-Michon | Leichtathletik     | Diskuswurf Frauen                          |
| Toma Junior Popov | Badminton          | Herreneinzel                               |
| Christo Popov Toma Junior Popov | Badminton          | Herrendoppel                               |
| Margot Lambert Anne Tran | Badminton          | Damendoppel                                |
| Laury Perez | Radsport           | BMX Park Frauen                            |
| Estelle Mossely | Boxen              | Leichtgewicht Frauen (bis 60 kg)           |
| Makan Traoré | Boxen              | Halbmittelgewicht Männer (bis 71 kg)       |
| Titouan Castryck Boris Neveu Benjamin Renia | Kanu               | Slalom Kajak Mannschaft Männer             |
| Alexis Jandard | Wasserspringen     | 3 m Kunstspringen Männer                   |
| Jules Bouyer Alexis Jandard | Wasserspringen     | 3 m Synchronspringen Männer                |
| Alizée Agier | Karate             | Kumite bis 68 kg Frauen                    |
| Myriame Djedidi | Muay Thai          | Fliegengewicht Frauen (bis 51 kg)          |
| Messie Kubila | Muay Thai          | Halbmittelgewicht Männer (bis 71 kg)       |
| Océanne Muller | Schießen           | 10 m Luftgewehr Frauen                     |
| Hugo Rabeux | Teqball            | Männer Einzel                              |
| Laelys Alavez Anastasia Bayandina Amre Esnault Mayssa Guermoud Romane Lunel Eve Planeix Charlotte Tremble Laura Tremble Oriane Jaillardon Claudia Janvier | Synchronschwimmen  | Mannschaft techn. Programm                 |
| Magda Wiet-Hénin | Taekwondo          | Weltergewicht Frauen (bis 67 kg)           |
| Souleyman Alaphilippe | Taekwondo          | Bantamgewicht Männer (bis 63 kg)           |
| Cyrian Ravet | Taekwondo          | Fliegengewicht Männer (bis 58 kg)          |
| Althéa Laurin | Taekwondo          | Mittelgewicht Frauen (bis 73 kg)           |
| Solène Avoulette | Taekwondo          | Schwergewicht Frauen (über 73 kg)          |
| Simon Gauzy Alexis Lebrun Félix Lebrun | Tischtennis        | Männer Mannschaft                          |
| Alexis Lebrun | Tischtennis        | Männer Einzel                              |

## Teilnehmer nach Sportarten

### Badminton
- Delphine Delrue
- Thom Gicquel
- Margot Lambert
- Christo Popov
- Toma Junior Popov
- Qi Xuefei
- Anne Tran

### 3×3-Basketball
| Wettbewerb    | Männer                                                         | Frauen                                                          |
| ------------- | -------------------------------------------------------------- | --------------------------------------------------------------- |
| Athleten      | Alexandre Aygalenq Arthur Bruyas Mathéo Cauwet Clément Cavallo | Myriam Djekoundade Hortense Limouzin Marie Mané Anna Ngo Ndjock |
| Gruppenphase  | Israel 18:20 Niederlande 19:15 Tschechien 17:21                | Lettland 14:4 Ungarn 22:8 Tschechien 14:9                       |
| Viertelfinale | ausgeschieden                                                  | Polen 19:10                                                     |
| Halbfinale    | ausgeschieden                                                  | Spanien 20:11                                                   |
| Bronze/Finale | ausgeschieden                                                  | Litauen 16:19                                                   |
| Rang          | 12                                                             | Silber                                                          |

### Bogenschießen
- Baptiste Addis
- Audrey Adiceom
- Lisa Barbelin
- Nicolas Bernardi
- Sophie Dodémont
- Nicolas Girard
- Caroline Lopez
- Jean-Charles Valladont

### Boxen
- Djamili-Dini Aboudou
- Mathieu Bauderlique
- Billal Bennama
- Soheb-Youcef Bouafia
- Riad Labidi
- Wassila Lkhadiri
- Delphine Mancini
- Davina Michel
- Estelle Mossely
- Sofiane Oumiha
- Emilie Sonvico
- Makan Traoré
- Amina Zidani

### Breaking
- Dany
- Lagaet
- Senorita Carlota
- Syssy

### Fechten
- Boladé Apithy
- Manon Apithy-Brunet
- Sara Balzer
- Alexandre Bardenet
- Anita Blaze
- Marie-Florence Candassamy
- Romain Cannone
- Alexandre Ediri
- Alex Fava
- Enzo Lefort
- Nelson Lopez Pourtier
- Alexandra Louis-Marie
- Auriane Mallo
- Sébastien Patrice
- Morgane Patru
- Maxime Pauty
- Maxime Pianfetti
- Pauline Ranvier
- Margaux Rifkiss
- Rafael Savin
- Tom Seitz
- Ysaora Thibus
- Coraline Vitalis

### Judo
| Athleten | Wettbewerb | 1. Runde | 1. Runde | Achtelfinale | Achtelfinale | Viertelfinale | Viertelfinale | Halbfinale    | Halbfinale    | Finale        | Finale        | Rang |
| Athleten | Wettbewerb | Gegner   | Ergebnis | Gegner       | Ergebnis     | Gegner        | Ergebnis      | Gegner        | Ergebnis      | Gegner        | Ergebnis      | Rang |
| --- | ---------- | -------- | -------- | ------------ | ------------ | ------------- | ------------- | ------------- | ------------- | ------------- | ------------- | ---- |
| Mixed |            |          |          |              |              |               |               |               |               |               |               |      |
| Benjamin Axus Stessie Bastareaud Sama Camara Orlando Cazorla Axel Clerget Sarah Léonie Cysique Léa Fontaine Priscilla Gneto Kaila Issoufi Maxime-Gaël Ngayap Hambou Margaux Pinot Emre Sanal Loris Tassier Joseph Terhec | Mannschaft | Freilos  | Freilos  | Ungarn       | 4:0          | Niederlande   | 3:4           | ausgeschieden | ausgeschieden | ausgeschieden | ausgeschieden | =5   |

### Kanu

#### Kanuslalom
- Jules Bernardet
- Titouan Castryck
- Marjorie Delassus
- Nicolas Gestin
- Angèle Hug
- Boris Neveu
- Camille Prigent
- Lucie Prioux
- Benjamin Renia
- Lucas Roisin
- Emma Vuitton

### Karate

#### Kata
- Helvétia Taily
- Franck Ngoan

#### Kumite
- Alizée Agier

### Leichtathletik
| Wettbewerb  | Wettbewerb | Punkte | Punkte | Punkte | Punkte | Punkte | Punkte | Punkte     | Punkte    | Punkte    | Punkte      | Punkte           | Punkte      | Punkte    | Punkte     | Punkte     | Punkte         | Punkte     | Punkte     | Punkte     | Punkte | Rang |
| Wettbewerb  | Wettbewerb | 100 m  | 200 m  | 400 m  | 800 m  | 1500 m | 5000 m | 110 m Hü.* | 400 m Hü. | 4 × 100 m | 4 × 400 m** | 3000 m Hindernis | Kugelstoßen | Speerwurf | Hammerwurf | Diskuswurf | Stabhochsprung | Hochsprung | Dreisprung | Weitsprung | Gesamt | Rang |
| ----------- | ---------- | ------ | ------ | ------ | ------ | ------ | ------ | ---------- | --------- | --------- | ----------- | ---------------- | ----------- | --------- | ---------- | ---------- | -------------- | ---------- | ---------- | ---------- | ------ | ---- |
| 1. Division | Männer     | 9      | 16     | 11     | 8      | 9      | 13     | 13         | 6         | 14        | 13          | 4                | 10          | 4         | 0          | 7          | 14             | 4,5        | 11         | 0          | 337,5  | 7    |
| 1. Division | Frauen     | 2      | 10     | 6      | 10,5   | 9      | 9      | 14         | 6         | 11        | 13          | 15               | 4           | 7         | 7          | 14         | 8,5            | 16         | 6          | 16         | 337,5  | 7    |

* Die Frauen traten über 100 m Hürden, statt 110 m Hürden an.
** Die 4 × 400 m waren ein Mixed-Wettkampf.

#### Einzelresultate
| Wettbewerb       | Männer                                        | Männer       | Männer | Männer      | Frauen                                                          | Frauen       | Frauen | Frauen      |
| Wettbewerb       | Athlet                                        | Ergebnis     | Rang   | Rang Gesamt | Athletin                                                        | Ergebnis     | Rang   | Rang Gesamt |
| ---------------- | --------------------------------------------- | ------------ | ------ | ----------- | --------------------------------------------------------------- | ------------ | ------ | ----------- |
| 100 m            | Jimmy Vicaut                                  | 10,31 s      | 08     | 10          | Carolle Zahi                                                    | 11,64 s      | 15     | 22          |
| 200 m            | Ryan Zézé                                     | 20,29 s SB   | 01     | Gold        | Gémima Joseph                                                   | 23,13 s      | 07     | 09          |
| 400 m            | David Sombé                                   | 45,49 s      | 06     | 08          | Amandine Brossier                                               | 52,60 s SB   | 11     | 19          |
| 800 m            | Yanis Meziane                                 | 1:47,39 min  | 09     | 11          | Léna Kandissounon                                               | 2:01,03 min  | =6     | =10         |
| 1500 m           | Romain Mornet                                 | 3:39,17 min  | 08     | 08          | Agathe Guillemot                                                | 4:13,71 min  | 08     | 14          |
| 5000 m           | Alexis Miellet                                | 13:51,88 min | 04     | 04          | Manon Trapp                                                     | 15:41,69 min | 08     | 14          |
| 110/100 m Hürden | Pascal Martinot-Lagarde                       | 13,58 s      | 04     | 05          | Laëticia Bapté                                                  | 12,82 s      | 03     | 04          |
| 400 m Hürden     | Clément Ducos                                 | 50,29 s      | 11     | 16          | Camille Séri                                                    | 56,99 s      | 11     | 14          |
| 3000 m Hindernis | Valentin Bresc                                | 8:45,98 min  | 13     | 14          | Flavie Renouard                                                 | 9:40,40 min  | 02     | 06          |
| 4 × 100 m        | Dylan Rigot Jeff Erius Ryan Zézé Jimmy Vicaut | 38,51 s SB   | 03     | Bronze      | Carolle Zahi Marie-Ange Rimlinger Gémima Joseph Mallory Leconte | 43,62 s SB   | 06     | 07          |
| Kugelstoßen      | Fred Moudani-Likibi                           | 19,65 m      | 07     | 13          | Naomie Wuta                                                     | 15,29 m      | 13     | 18          |
| Speerwurf        | Felise Vaha'i Sosaia                          | 69,50 m      | 13     | 26          | Alizée Minard                                                   | 54,40 m      | 10     | 19          |
| Hammerwurf       | Yann Chaussinand                              | NM           | NM     | NM          | Rose Loga                                                       | 65,71 m      | 10     | 16          |
| Diskuswurf       | Jordan Guehaseim                              | 57,99 m      | 10     | 19          | Mélina Robert-Michon                                            | 64,21 m      | 03     | Bronze      |
| Stabhochsprung   | Thibaut Collet                                | 5,80 m       | 03     | Bronze      | Margot Chevrier                                                 | 4,40 m       | =8     | =10         |
| Hochsprung       | Sébastien Micheau                             | 2,09 m       | =12    | =23         | Nawal Meniker                                                   | 1,92 m       | 01     | Bronze      |
| Dreisprung       | Jonathan Seremes                              | 16,24 m      | 06     | 08          | Ilionis Guillaume                                               | 12,92 m      | 11     | 22          |
| Weitsprung       | Tom Campagne                                  | NM           | NM     | NM          | Hilary Kpatcha                                                  | 6,75 m       | 01     | Silber      |

| Wettbewerb | Mixed                                                   | Mixed          | Mixed | Mixed       |
| Wettbewerb | Athleten                                                | Ergebnis       | Rang  | Rang Gesamt |
| ---------- | ------------------------------------------------------- | -------------- | ----- | ----------- |
| 4 × 400 m  | Gilles Biron Fanny Peltier Téo Andant Amandine Brossier | 3:13,36 min NR | 04    | 04          |

Ersatz: Gatien Airiau, Mélanie Allier, Guy-Elphège Anouman, Mohammed Badru, Eva Berger, Jean-Pierre Bertrand, Judy Chalcou, Ninon Chapelle, Donovan Christien, Bérénice Cleyet-Merle, Benjamin Compaoré, Rémi Conroy, Fantin Crisci, Chloé Galet, Arthur Gervais, Solène Gicquel, Shana Grebo, Hugo Houyez, Nathan Ismar, Renaud Lavillenie, Jerry Leconte, Éloyse Lesueur-Aymonin, Jade Maraval, Caroline Metayer, Raphaël Mohamed, Yann Moisan, Amanda Ngandu-Ntumba, Hélène Parisot, Floriane Quesada, Agnès Raharolahy, Tom Reux, Alexandra Tavernier

### Moderner Fünfkampf
- Valentin Belaud
- Rebecca Castaudi
- Élodie Clouvel
- Ugo Fleurot
- Jessye Gomesse
- Marie Oteiza
- Christopher Patte
- Valentin Prades

### Muay Thai
- Bilal Bakhouche Chareuf
- Nora Cornolle
- Myriame Djedidi
- Aurore Dos Santos
- Messie Kubila

### Padel
- Adrien Maigret / Benjamin Tison
- Thomas Leygue / Jérémy Scatena
- Jessica Ginier Barbier / Lucile Pothier
- Charlotte Soubrié / Carla Touly

### Radsport

#### BMX-Freestyle
- Istvan Caillet
- Anthony Jeanjean
- Laury Perez

#### Mountainbike
- Mathis Azzaro
- Pauline Ferrand-Prévot
- Loana Lecomte

### Schießen
- Lucie Anastassiou
- Noémie Battault
- Brian Baudouin
- Clément Bessaguet
- Jade Bordet
- Clément Bourgue
- Yan Chesnel
- Carole Cormenier
- Éric Delaunay
- Florian Fouquet
- Héloïse Fourré
- Céline Goberville
- Judith Gomez
- Camille Jedrzejewski
- Lucas Kryzs
- Mathilde Lamolle
- Océanne Muller
- Jean Quiquampoix
- Alexis Raynaud
- Loémy Recasens

### Skispringen
| Athleten                                                   | Wettbewerb    | 1, Durchgang                                | 1, Durchgang | 1, Durchgang | 2, Durchgang                                | 2, Durchgang | 2, Durchgang | Gesamt | Gesamt |
| Athleten                                                   | Wettbewerb    | Weite                                       | Punkte       | Rang         | Weite                                       | Punkte       | Rang         | Punkte | Rang   |
| ---------------------------------------------------------- | ------------- | ------------------------------------------- | ------------ | ------------ | ------------------------------------------- | ------------ | ------------ | ------ | ------ |
| Frauen                                                     |               |                                             |              |              |                                             |              |              |        |        |
| Emma Chervet                                               | Normalschanze | 072,0 m                                     | 067,5        | 30           | 072,5 m                                     | 068,0        | 28           | 135,5  | 30     |
| Emma Chervet                                               | Großschanze   | 089,0 m                                     | 042,2        | 34           | DNQ                                         | DNQ          | DNQ          | 42,2   | 34     |
| Julia Clair                                                | Normalschanze | 088,0 m                                     | 095,5        | 16           | 086,0 m                                     | 094,3        | 20           | 189,8  | 18     |
| Julia Clair                                                | Großschanze   | 106,0 m                                     | 069,9        | 23           | 112,0 m                                     | 083,7        | 22           | 153,6  | 23     |
| Joséphine Pagnier                                          | Normalschanze | 091,0 m                                     | 108,8        | 10           | 089,5 m                                     | 108,1        | 11           | 216,9  | 11     |
| Joséphine Pagnier                                          | Großschanze   | 117,5 m                                     | 094,5        | 12           | 124,5 m                                     | 105,6        | 10           | 200,1  | 10     |
| Männer                                                     |               |                                             |              |              |                                             |              |              |        |        |
| Alessandro Batby                                           | Normalschanze | 068,5 m                                     | 44,2         | 50           | DNQ                                         | DNQ          | DNQ          | 44,2   | 50     |
| Alessandro Batby                                           | Großschanze   | 103,0 m                                     | 69,8         | 50           | DNQ                                         | DNQ          | DNQ          | 69,8   | 50     |
| Jules Chervet                                              | Normalschanze | 084,0 m                                     | 82,8         | 47           | DNQ                                         | DNQ          | DNQ          | 82,8   | 47     |
| Jules Chervet                                              | Großschanze   | 108,5 m                                     | 84,4         | 44           | DNQ                                         | DNQ          | DNQ          | 84,4   | 44     |
| Valentin Foubert                                           | Normalschanze | 091,0 m                                     | 99,2         | 36           | DNQ                                         | DNQ          | DNQ          | 99,2   | 36     |
| Valentin Foubert                                           | Großschanze   | 122,5 m                                     | 101,9        | 37           | DNQ                                         | DNQ          | DNQ          | 101,9  | 37     |
| Enzo Milesi                                                | Normalschanze | 087,0 m                                     | 86,7         | 43           | DNQ                                         | DNQ          | DNQ          | 86,7   | 43     |
| Enzo Milesi                                                | Großschanze   | 111,5 m                                     | 88,9         | 42           | DNQ                                         | DNQ          | DNQ          | 88,9   | 42     |
| Ari Reppellin                                              | Normalschanze | 085,5 m                                     | 83,2         | 46           | DNQ                                         | DNQ          | DNQ          | 83,2   | 46     |
| Ari Reppellin                                              | Großschanze   | 104,5 m                                     | 82,3         | 46           | DNQ                                         | DNQ          | DNQ          | 82,3   | 46     |
| Mixed                                                      |               |                                             |              |              |                                             |              |              |        |        |
| Julia Clair Valentin Foubert Joséphine Pagnier Enzo Milesi | Normalschanze | 79,0 m (6) 88,5 m (8) 90,5 m (6) 97,5 m (6) | 352,2        | 7            | 93,0 m (5) 90,0 m (7) 83,5 m (6) 93,5 m (5) | 371,0        | 6            | 723,2  | 7      |

### Sportklettern
- Victoire Andrier
- Zélia Avezou
- Agathe Calliet
- Syvain Chapelle
- Diego Fourbert
- Marceau Garnier
- Laurent Lagarrigue
- Victor Larzul
- Thomas Lemagner
- Jordi Poles
- Camille Pouget
- Pierre Rebreyend
- Samuel Richard
- Capucine Viglione

### Synchronschwimmen
- Laelys Alavez
- Anastasia Bayandina
- Manon Disbeaux
- Amre Esnault
- Laura Gonzalez
- Mayssa Guermoud
- Oriane Jaillardon
- Claudia Janvier
- Romane Lunel
- Eve Planeix
- Valirina Rakotomalala
- Prune Tapie
- Charlotte Tremble
- Laura Tremble

### Taekwondo
- Soleyman Alaphilippe
- Solène Avoulète
- Athman Bouthouyak
- Ismaël Bouzid-Souihili
- Omar El Yazidi
- Mehdi Jermami
- Maysane Kamkasoumphou
- Althéa Laurin
- Théo Lucien
- Cyrian Ravet
- Dalya Rehani
- Magda Wiet-Hénin

### Teqball
- Lionel Beyer
- Amélie Julian
- Elisa Lanche
- Hugo Rabeux

### Tischtennis
- Can Akkuzu
- Simon Gauzy
- Alexis Lebrun
- Félix Lebrun
- Camille Lutz
- Prithika Pavade
- Yuan Jia Nan
- Audrey Zarif

### Triathlon
- Sandra Dodet
- Mathilde Gautier
- Paul Georgenthum
- Audrey Merle
- Valentin Morlec
- Yanis Seguin

### Wasserspringen
- Jules Bouyer
- Jade Gillet
- Nais Gillet
- Emily Hallifax
- Roger Hunt
- Alexis Jandard
- Juliette Landi
- Loïs Szymczak